# Canicross

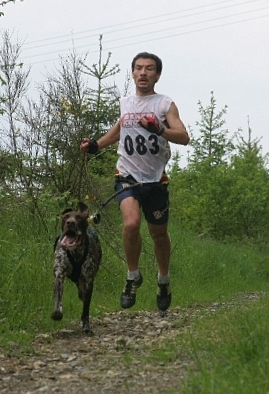
Philippe Wéry – mehrfacher Belgischer Meister im Canicross

Canicross ist ein Geländelauf (Cross-Country), bei dem der Sportler mit einem Hund durch eine flexible Leine verbunden ist. Diese Flexibilität wird durch einen Ruckdämpfer, der entweder in der Leine eingearbeitet oder am Ende zwischen Leine und Laufgürtel bzw. Runner-Pants befestigt ist, gewährleistet. Diese Hundesportart ist in Europa populär und aus dem Skijöring sowie dem Bikejöring mit Hunden entstanden, wobei in diesen Sportarten mehrere Hunde den Sportler ziehen. Die erste Weltmeisterschaft wurde 2002 in Ravenna, Italien durchgeführt. In Deutschland gibt es neben den Canicross-Wettkämpfen auch den Geländelauf im Rahmen des Turnierhundsports (THS). Das Regelwerk (siehe Weblinks) ist vergleichbar und häufig der Einstieg in den Canicross, da es beim THS eine größere Anzahl von Vereinen und Wettkampfterminen gibt. Derzeit sind in Deutschland zwei Vereine registriert, die Canicross, insbesondere die Form Run, zum Inhalt haben.
Die Ausrüstung besteht im Wesentlichen aus einem Hüftgurt und einer flexiblen Leine von maximal zwei Metern Länge (turniermäßig gilt meist eine Richtgröße von 1,90 Meter). Der Hund bekommt ein spezielles Geschirr, das vergleichbar mit Schlittenhundgeschirren ist. Der Druckpunkt ist dabei so gearbeitet, dass die Lungen des Hundes nicht belastet werden und die Leistungsfähigkeit nur marginal eingeschränkt wird. Um die Verletzungsgefahr zu minimieren, sollten alle zugelassenen Gurte einen Panikhaken haben, mittels dessen man die Verbindung zwischen Hund und Läufer lösen kann. Diese auch Panic-Snap genannte Einrichtung ist Voraussetzung, um an anerkannten Rennen teilnehmen zu dürfen. Da diese Sportart bevorzugt in waldreichen Gebieten praktiziert wird, werden meist Laufschuhe mit entsprechend grobem Profil benutzt.
Da Hunde auf hohe Temperaturen stark reagieren, sollten Läufe ab einer Temperatur von über 15 Grad Celsius nicht mehr durchgeführt werden. Die im Run erzielten Höchstgeschwindigkeiten können über 30 km/h betragen.